# Jossyp Penjak
Jossyp Jossypowytsch Penjak (ukrainisch Йосип Йосипович Пеняк, wiss. Transliteration Josyp Josypovyč Penjak; * 31. Mai 1984 in Uschhorod) ist ein ehemaliger ukrainischer Snowboarder. Er startete in den Paralleldisziplinen und nahm an zwei Olympischen Winterspielen sowie sechs Snowboard-Weltmeisterschaften teil.

## Werdegang
Penjak trat international erstmals bei den Snowboard-Weltmeisterschaften 2003 am Kreischberg in Erscheinung. Dort belegte er den 59. Platz im Parallelslalom, den 49. Rang im Parallel-Riesenslalom und den 47. Platz im Snowboardcross. Bei der folgenden Winter-Universiade 2003 in Piancavallo errang er den 31. Platz im Riesenslalom. Im folgenden Jahr kam er bei den Juniorenweltmeisterschaften 2004 auf den 62. Platz im Snowboardcross und auf den 23. Rang im Parallel-Riesenslalom. Nachdem er zu Beginn der Saison 2004/05 in Sölden erstmals im Weltcup startete, wobei er den 54. Platz im Parallel-Riesenslalom errang, fuhr er bei der Winter-Universiade 2005 in Innsbruck auf den 19. Platz im Snowboardcross und auf den siebten Rang im Parallel-Riesenslalom. Zudem holte er im Parallel-Riesenslalom in Azuga seinen ersten Sieg im Europacup. In der Saison 2006/07 belegte er bei den Snowboard-Weltmeisterschaften 2007 in Arosa den 50. Platz im Snowboardcross, den 40. Rang im Parallelslalom sowie den 35. Platz im Parallel-Riesenslalom und bei der Winter-Universiade 2007 in Bardonecchia den 18. Platz im Snowboardcross sowie den neunten Rang im Riesenslalom. 
In der Saison 2008/09 erreichte Penjak am Kreischberg mit dem achten Platz im Parallelslalom seine einzige Top-Zehn-Platzierung im Weltcup und kam bei den Snowboard-Weltmeisterschaften 2009 in Gangwon auf den 29. Platz im Parallel-Riesenslalom sowie auf den 27. Rang im Parallelslalom. Zudem siegte er im Parallel-Riesenslalom beim Europacup in Isola 2000. In der folgenden Saison holte er im Parallel-Riesenslalom am Kasberg seinen dritten und damit letzten Sieg im Europacup und errang bei seiner ersten Olympiateilnahme im Februar 2010 in Vancouver den 22. Platz im Parallel-Riesenslalom. In der Saison 2010/11 erreichte er mit dem 32. Platz im Parallel-Weltcup sein bestes Gesamtergebnis und belegte bei den Snowboard-Weltmeisterschaften 2011 in La Molina den 21. Platz im Parallel-Riesenslalom sowie den 17. Rang im Parallelslalom. Zudem wurde er bei der Winter-Universiade 2011 in Erzurum Siebter im Parallel-Riesenslalom. In den folgenden Jahren fuhr er bei den Snowboard-Weltmeisterschaften 2013 im Stoneham auf den 34. Platz im Parallel-Riesenslalom sowie auf den 21. Rang im Parallelslalom, bei den Olympischen Winterspielen 2014 in Sotschi auf den 23. Platz im Parallel-Riesenslalom sowie auf den 19. Rang im Parallelslalom und bei den Snowboard-Weltmeisterschaften 2015 im Lachtal auf den 38. Platz im Parallelslalom sowie auf den 25. Rang im Parallel-Riesenslalom. Seinen 76. und damit letzten Weltcup absolvierte er im Januar 2015 in Rogla, welchen er auf dem 40. Platz im Parallel-Riesenslalom beendete.
Penjak wurde ukrainischer Meister 2008, 2011, 2013 und 2015 im Parallelslalom sowie 2008 und 2013 im Parallel-Riesenslalom.

## Teilnahmen an Weltmeisterschaften und Olympischen Winterspielen

### Olympische Spiele
- 2010 Vancouver: 22. Platz Parallel-Riesenslalom
- 2014 Sotschi: 19. Platz Parallelslalom, 23. Platz Parallel-Riesenslalom

### Weltmeisterschaften
- 2003 Kreischberg: 47. Platz Snowboardcross, 49. Platz Parallel-Riesenslalom, 59. Platz Parallelslalom
- 2007 Arosa: 35. Platz Parallel-Riesenslalom, 40. Platz Parallelslalom, 50. Platz Snowboardcross
- 2009 Gangwon: 27. Platz Parallelslalom, 29. Platz Parallel-Riesenslalom
- 2011 La Molina: 17. Platz Parallelslalom, 21. Platz Parallel-Riesenslalom
- 2013 Stoneham: 21. Platz Parallelslalom, 34. Platz Parallel-Riesenslalom
- 2015 Lachtal: 25. Platz Parallel-Riesenslalom, 38. Platz Parallelslalom

## Weltcup-Gesamtplatzierungen
| Saison  | Parallel | Parallel | Parallel-Riesenslalom | Parallel-Riesenslalom | Parallelslalom | Parallelslalom |
| Saison  | Punkte   | Platz    | Punkte                | Platz                 | Punkte         | Platz          |
| ------- | -------- | -------- | --------------------- | --------------------- | -------------- | -------------- |
| 2004/05 | 36       | 77.      | -                     | -                     | -              | -              |
| 2005/06 | 106      | 58.      | -                     | -                     | -              | -              |
| 2006/07 | 97       | 54.      | -                     | -                     | -              | -              |
| 2007/08 | 306      | 44.      | -                     | -                     | -              | -              |
| 2008/09 | 486      | 35.      | -                     | -                     | -              | -              |
| 2009/10 | 336      | 42.      | -                     | -                     | -              | -              |
| 2010/11 | 477      | 32.      | -                     | -                     | -              | -              |
| 2011/12 | 160      | 46.      | -                     | -                     | -              | -              |
| 2012/13 | 408      | 33.      | 114                   | 44.                   | 310            | 25.            |
| 2013/14 | 197      | 40.      | 71                    | 37.                   | 126            | 35.            |
| 2014/15 | 156      | 47.      | 36                    | 46.                   | 120            | 40.            |